# Nigel Griffiths
Nigel Griffiths (né le 20 mai 1955) est un homme politique du parti travailliste britannique et député d'Edimbourg sud de 1987 à 2010.

## Jeunesse
Nigel Griffiths fait ses études à Hawick High School dans les Scottish Borders avant de fréquenter l'Université d'Édimbourg où il obtient une maîtrise en 1977. Il termine ses études à la Moray House School of Education à Édimbourg en 1978. Il est président de l'University of Edinburgh Labour Group en 1976, où il rencontre et soutient pour la première fois Gordon Brown, qui est alors l'étudiant élu recteur de l'université .
En 1978, il travaille comme secrétaire du Conseil de développement de Lothian, avant de devenir travailleur social avec un groupe de pression travaillant au nom des personnes ayant des troubles d'apprentissage en 1979. Il reste à ce poste jusqu'à son élection au Parlement.
Il travaille avec Anita Roddick pour établir The Big Issue en Écosse et pour créer le bureau de Wester Hailes Citizens Advice. Il est membre d'Amnesty International, des Amis de la Terre et des Ramblers.

## Carrière politique
Griffiths rejoint le Parti travailliste en 1970 et est élu conseiller au Conseil de la ville d'Édimbourg en 1980, poste dans lequel il reste jusqu'à ce qu'il devienne membre de la Chambre des communes. Il est également membre du Edinburgh Health Council (1982-1987). Il est membre du comité du festival international d'Édimbourg pendant trois ans à partir de 1984 et est président du conseil municipal en 1986.
Griffiths est élu au parlement lors des élections générales de 1987 pour Édimbourg-Sud, battant le député conservateur Michael Ancram par 1 859 voix et reste en poste jusqu'aux élections générales de 2010. Il est nommé whip de l'opposition par Neil Kinnock en 1987, devenant pendant huit ans porte-parole du ministère du Commerce et de l'Industrie en 1989.
Lorsque le parti travailliste l'emporte aux élections générales de 1997, il devient sous-secrétaire d'État parlementaire au ministère du Commerce et de l'Industrie, chargé de la concurrence et de la consommation. Il est limogé par Tony Blair lors de son premier remaniement de 1998 après des disputes avec des fonctionnaires du département . Il passe le reste du parlement en tant que membre des comités de la procédure et des comptes publics. Il revient au gouvernement après 2001 avec le même grade au ministère du Commerce et de l'Industrie, cette fois avec la responsabilité des petites entreprises.
Entre 2005 et 2007, Griffiths est chef adjoint de la Chambre des communes, remplaçant Geoff Hoon puis Jack Straw . Il démissionne à la suite du renouvellement du système britannique Trident en mars 2007 .
Le 31 janvier 2010, Griffiths annonce qu'il se retirerait aux élections générales de 2010, et déclare qu'il prendrait un emploi dans un «établissement d'enseignement international» .
À la fin de 2015, Griffiths devient le coordinateur écossais de la campagne travailliste pour quitter l'UE  et aide à mettre sur pied le groupe interpartis Grassroots Out .